# Тимченки (Первомайский район)
Тимченки (укр. Тимченки) — село, 
Мироновский сельский совет,
Первомайский район,
Харьковская область.
Код КОАТУУ — 6324585006. Население по переписи 2001 года составляет 54 (22/32 м/ж) человека.

## Географическое положение
Село Тимченки находится в 6-и км от реки Орель.
По селу протекает пересыхающий ручей с запрудой.

## История
- 1854 — дата основания.

## Достопримечательности
- Братская могила советских воинов. Похоронено 281 воинов.